# Чечетов Михайло Васильович
Миха́йло Васи́льович Че́четов (3 жовтня 1953, Любимовка, Росія — 28 лютого 2015, Київ, Україна) — політик, кандидат економічних наук, доктор наук з державного управління, професор, член Партії регіонів (з листопада 1997); депутат ВР України, перший заступник голови фракції Партії регіонів (з грудня 2012), член Комітету з питань промислової та інвестиційної політики (з грудня 2012); член Президії Партії регіонів (з квітня 2008).

## Біографія
Народився 3 жовтня 1953 (с. Любимовка, Кореневський район, Курська область, Росія); росіянин; батько Василь Григорович (1930—1993) — гірничий майстер; мати Ольга Петрівна (1928) — робітниця збагачувальної фабрики, пенсіонерка; дружина Наталя Федорівна (1954) — кандидат економічних наук, доцент, заслужений економіст України, завідувач відділу Апарату ВР України; дочка Тетяна (1979).

## Освіта
У 1979 році закінчив Харківський інженерно-економічний інститут за спеціальністю «економіка та організація гірничої промисловості», отримав кваліфікацію — «гірничий інженер-економіст».
У 2006 році закінчив Національну академію державного управління при Президентові України за спеціальністю «Державне управління приватизацією у контексті трансформації відносин власності в Україні».

## Трудова діяльність
З вересня по листопад 1971 р. — учень слюсаря збагачувальної фабрики, шахта «Юнком» комбінату «Орджонікідзевугілля», м. Єнакієве.
У листопаді 1971 — січні 1974 рр. служив у армії.
03.-08.1974 рр. — кріпильник, шахта «Юнком» комбінату «Орджонікідзевугілля».
08.1979-10.1985 рр. — інженер, аспірант, викладач кафедри бухгалтерського обліку і аудиту, 10.1985-09.1986 рр. — заступник декана економічного факультету, 09.1986-11.1990 рр. — старший викладач, доцент кафедри бухгалтерського обліку, 11.1990-04.1992 рр. — декан економічного факультету, 04.1992-04.1994 рр. — професор кафедри бухгалтерського обліку і аудиту Харківського інженерно-економічного інституту.
05.-06.1998 рр. — керівник Головного управління фінансової політики Міністерства економіки України, 07.1998-09.1999 рр. — заступник Міністра економіки України.
09.1999-04.2003 рр. — 1-й заступник Голови Фонду державного майна, 15 квітня 2003-13 квітня 2005 рр. — Голова Фонду державного майна України.
1994—1997 рр. — Член ЛПУ. З січня 1996 року член виконкому ЛПУ.
11.1998-07.2000 рр. — Член Комісії з питань повернення в Україну валютних цінностей, що незаконно знаходяться за її межами.
04.2001-05.2003 рр. — член спостережної ради ВАТ «Укртелеком».
11.2000-09.2003 рр. — член спостережної ради НАК «Нафтогаз України».
03.2004-02.2005 рр. — член Координаційного комітету боротьби з корупцією та організованою злочинністю при Президентові України.
Державний службовець 1-го рангу (06.2000).

### Депутатська діяльність
Народний депутат України 7-го скликання з 12.2012 від Партії регіонів, № 21 в списку. На час виборів: народний депутат України, член ПР.
Народний депутат України 6-го скликання 11.2007-12.2012 від Партії регіонів, № 135 в списку. На час виборів: народний депутат України, член ПР. Уповноважений представник фракції Партії регіонів (11.-12.2007), член фракції Партії регіонів (з 11.2007). Член Комітету з питань промислової і регуляторної політики та підприємництва (з 12.2007), голова підкомітету з питань підприємництва (з 01.2008).
10 серпня 2012 року у другому читанні проголосував за Закон України «Про засади державної мовної політики». Закон було прийнято із порушеннями регламенту.
Один із 148 депутатів Верховної Ради України, які підписали звернення до Сейму Республіки Польща з проханням визнати геноцидом поляків події національно-визвольної війни України 1942—1944 років. Цей крок перший Президент України Леонід Кравчук кваліфікував як національну зраду.
Народний депутат України 5-го скликання 04.2006-11.2007 від Партії регіонів, № 112 в списку. На час виборів: професор Харківського національного економічного університету, член ПР. Член фракції Партії регіонів (05.-09.2006), заступник голови фракції Партії регіонів (з 09.2006). Голова підкомітету з питань приватизації, націоналізації та банкрутства Комітету з питань економічної політики (з 07.2006).
04.2002 — кандидат в народні депутати України від Блоку «За єдину Україну!», № 72 в списку. На час виборів: перший заступник Голови Фонду державного майна України, член Партії регіонів.
03.1998 — кандидат в народні депутати України, виборчий округ № 50, Донецька область. З'явилось 61,6 %, за 14,6 %, 2 місце з 18 претендентів. На час виборів: народний депутат України, член ПРВУ.
03.1998 — кандидат в народні депутати України від ПРВУ, № 25 в списку.
Народний депутат України 2-го скликання з 04.1994 (2-й тур) до 04.1998, Юнокомунарівський виборчий округ № 125, Донецька область, висунутий трудовим колективом. Заступник голови Комітету з питань економічної політики та управління народним господарством. Член фракції «Соціально-ринковий вибір». На час виборів: Харківський інженерно-економічний інститут, декан економічного факультету. 1-й тур: з'яв. 69,9 %, за 31,07 %. 2-й тур: з'яв. 64,9 %, за 50,86 %. 9 суперників (основний — Хоменко В. В., н. 1952, член КПУ; Єнакіївський метал. завод, нач. цеху; 1-й тур — 25,54 %, 2-й тур — 46,33 %).

## Нагороди
- Орден «За заслуги» I ст. (3 жовтня 2013) — за значний особистий внесок у державне будівництво, багаторічну плідну законотворчу та громадсько-політичну діяльність, високий професіоналізм[8]
- Орден «За заслуги» II ст. (23 серпня 2011) — за значний особистий внесок у становлення незалежності України, утвердження її суверенітету та міжнародного авторитету, заслуги у державотворчій, соціально-економічній, науково-технічній, культурно-освітній діяльності, сумлінне та бездоганне служіння Українському народові[9]
- Орден «За заслуги» III ст. (1 жовтня 2003) — за вагомий особистий внесок у розвиток приватизації, плідну громадсько-політичну діяльність та у зв'язку із 50-річчям від дня народження[10]
- Заслужений економіст України (17 жовтня 1997) — за значний особистий внесок у формування нових економічних засад суспільства, вагомі здобутки у професійній діяльності[11]
- Почесна грамота Кабінету Міністрів України (9 серпня 2001[12], 1 жовтня 2003[13])
- 2001 р. — Орден Святого Станіслава.

## Цитати
Обговорюючи можливості надання статусу регіональної мови, згідно прийнятого закону, окрім російської, також іншим мовам національних меншин, заявив:
|  | 46 мільйонів людей розуміють дві мови: російську й українську. Не болгарську мову, не угорську мову, не румунську мову, не єврейську мову, ідиш, чи іврит, я не знаю як там. Ці мови розуміє лише купка людей. Ми говоримо про дві мови, які розуміє увесь народ |

Чечетов озвучив свою версію щодо побиття Тетяни Чорновол 25 грудня 2013 року:

| "Я висловлю свою глибоку версію подій. Давайте відмотаємо плівку на рік назад. Всі пам’ятають, що Тетяна Чорновол балотувалася на виборах в окрузі у Львівській області. Тетяна мала там 100% шанс на успіх. Але її основні суперники, українські націоналісти з партії «Свобода», розтоптавши її людську гідність, принизивши і втоптавши у бруд, вкрали перемогу. Ще раз повторюю, вона там конкурували не з Партією регіонів, а з виродками і звіриною з партії «Свобода»… Після цього в «Українській правді» з’явилося відразу кілька статей Тетяни, в яких вона викривала всю звірячу і корупційну сутність «Свободи» й українського націоналізму з цитаделлю у Львівській області. Вже тоді я відразу ж подумав, що розправа неминуча" Оригінальний текст (рос.) «Я выскажу свою глубокую версию событий. Давайте отмотаем пленку на год назад. Все помнят, что Татьяна Черновол баллотировалась на выборах в округе во Львовской области. Татьяна имела там 100% шанс на успех. Но ее основные соперники, украинские националисты из партии "Свобода", растоптав ее человеческое достоинство, унизив и втоптав в грязь, украли победу. Еще раз повторяю, она там конкурировала не с Партией регионов, а с ублюдками и зверьем из партии "Свобода.… После этого в "Украинской правде" появилось сразу несколько статей Татьяны, в которых она разоблачала всю звериную и коррупционную сущность "Свободы" и украинского национализма с цитаделью во Львовской области. Уже тогда я сразу же подумал, что расправа неминуема». |
Виправдовуючи кнопкодавство депутатів Верховної Ради Чечетов пояснив схему:
|  | "Та якщо й не персонально, то теж біди більшою немає. Обману тут немає ніякого. […]Умовно, я попросив свого колегу проголосувати "за". В цей час у мене зустріч у міністерстві, надати треба допомогу школі. Мене немає в залі, але я просив проголосувати "за". Коли мій колега проголосував "проти", то це - обман, А якщо я просив "за", і він проголосував "за", то моя позиція врахована, немає обману. Коли йдуть вибори президента чи депутатів, то голосуємо персонально. А от коли мене обрали, то тут я вже можу" |

## Скандали
В 2004 році очолював Фонд держмайна й організував продаж «Криворіжсталі» «потрібним людям» в п'ятеро дешевше ($800 млн), ніж було продано це підприємство на повторному аукціоні ($4,2 млрд) i обґрунтував це захистом національного виробника.
В 2005 році добровільно з'явився в міліції і розповів слідчому відділу боротьби з економічними злочинами в центральних органах виконавчої влади МВС України про спроби Віктора Медведчука відчужити на користь ТОВ "Футбольний клуб «Динамо Київ» державні дачі у Пущі-Водиці. У протоколі явки з повинною і поясненні до нього Чечетов повідомив, що під тиском впливового на той час Медведчука був змушений приватизувати дачні будинки, але зумисне зробив це так, щоб «коли Медведчук В. В. перестане впливати на процеси в державі», у держави була можливість повернути це майно. Пізніше стверджував, що ці протоколи були «брудними політтехнологіями проти Партії регіонів», однак ще раніше МВС підтвердило справжність протоколу допиту Чечетова.
В грудні 2010 року журналісти основних телеканалів та інформаційних агентств ухвалили рішення про бойкот Чечетова у зв'язку з тим, що, коментуючи бійку у Верховній Раді, він відверто брехав пресі.
В серпні 2012 року активісти громадянського руху «Спільна Справа» просили Генпрокуратуру порушити справу проти Чечетова за підкуп виборців: тоді ще кандидат в депутати за списком Партії регіонів Михайло Чечетов, перебуваючи на Чернігівщині, спільно з представниками Чернігівської обласної та місцевих райдержадміністрації вручав виборцям цінні подарунки, а також долучався до офіційних заходів місцевої влади, на яких здійснювалась агітація за Партію регіонів.
Під час голосувань в Верховній Раді Чечетов був за визначенням журналістів «дресирувальником» та «семафором» для депутатів Партії регіонів: віддавав команди в сесійній залі кнопкодавам і, залежно від того, як піднята була його рука, відбувалося голосування депутатами Партії регіонів.
В квітні 2013 переконував в інтерв'ю, що депутатам не можна ходити до Верховної Ради в вишиванці.

## Євромайдан
Сергій Грабовський характеризує Чечетова як «резонера-мораліста», парламентського «диригента» Партії регіонів та відмічає універсальність пояснень Чечетова на будь-які події. Зокрема щодо Євромайдану в листопаді 2013 Чечетов заявляв:
|  | «Влада не буде розганяти демонстрацію. Нехай люди посидять на Майдані, якщо їм немає чого робити» «А навіщо розганяти? Багато приїхали з інших міст, нехай погуляють по Києву, головне щоб у центрі не смітили» |

А як тільки силовики Януковича здійснили першу спробу брутального розгону Євромайдану, Чечетов негайно оголосив винними в ексцесах тих, кого розганяли.
|  | «Потрібно розібратися з тими, хто не давав встановити ялинку, ковзанку. […]Зараз усе споганили і сплюндрували, і щури скоро там будуть бігати по Майдану, а повинні були приїхати діти з усієї України… І одну дитину могли б привезти раз на сім років. Вона побачила би Хрещатик, вона побачила би новорічний Київ, вона побачила би ялинку, покаталася би на ковзанці… У дітей вкрали шматочок щастя» |

5 грудня 2013 року Чечетов висловив думку: «люди вийшли на майдани, означає, що Віктор Федорович створив громадянське суспільство в Україні».
3 лютого Чечетов провів «історичні паралелі» між нацистською Німеччиною 30-40 років та сучасною західною Україною і сказав що заяви різних депутатів про вихід з ПР та ліквідації осередків Партії регіонів пояснюються тим, що «фашисти встали на повний зріст» і погрожують членам Партії регіонів на заході країни:

| «Таким же чином йшов до влади Гітлер, а потім мільйони євреїв спалювали у крематоріях. З чого все починалося? З того, що почали називати євреїв жидами! Їм відповідали, що не смійте ображати велику націю, яка дала світу Ейнштейна. А вони говорили, що це нормально. Так і зараз — спочатку аплодували цим антисемітам, а тепер вони кажуть, що будуть палити будинки. Євреїв спалювали у крематоріях, а вони будуть палити будинки на Західній Україні» Оригінальний текст (рос.) «Таким же образом шел к власти Гитлер, а потом миллионы евреев сжигали в крематориях. С чего все начиналось? С того, что начали называть евреев жидами! Им отвечали, что не смейте оскорблять великую нацию, давшую миру Эйнштейна. А они говорили, что это нормально. Так и сейчас — сначала аплодировали этим антисемитам, а теперь они говорят, что будут жечь дома. Евреев сжигали в крематориях, а они будут жечь дома на Западной Украине». |
4 лютого 2014 року в кулуарах Верховної Ради Чечетов звинуватив опозицію в «аморальній політиці» та пригрозив, що якщо опозиція не погодитися на умови «амністії» — розблокувати адмінбудівлі в обмін на звільнення заарештованих активістів, то через 15 днів «закон про амністію помре» і «тоді ці люди отримають строк і залишаться у в'язниці».
23 лютого Чечетов заявив, що Партія регіонів засуджує колишню владу України та йде в опозицію: «тепер вже колишнім керівництвом країни були допущені грубі помилки, котрі привели до трагічного періоду нашої історії. Ми засуджуємо і відмежовуємось від помилок керівництва!».

## Кримінальне провадження
20 лютого 2015 року Михайлу Чечетову було вручено повідомлення про підозру у вчиненні злочину під час ухвалення 16 січня 2014 року диктаторських законів. Печерський районний суд Києва взяв під варту Чечетова з можливістю внесення застави у розмірі близько 5 мільйонів гривень, однак в такому випадку він буде зобов'язаний носити електронний пристрій, який контролюватиме його пересування. Крім того, Чечетову було заборонено спілкуватися з депутатами 7 скликання і працівниками апарату Верховної Ради. У свою чергу Чечетов у суді заявив, що не займався підрахунком голосів під час голосування руками 16 січня 2014 року.

## Курйози
5 жовтня 2011 року під час обговорення у Верховній Раді України проєкту Постанови про відзначення 180-річчя створення «Руської трійці» і 175-річчя випуску альманаху «Русалка Дністровая» М. Чечетов назвав створене у Львові літературне об'єднання «русской тройкой». Виступаючи з трибуни, Чечетов закликав депутатів проголосувати за цей проєкт, щоб зміцнити дружбу між братніми українським і російським народами. За його словами, ключовим у цьому рішенні є винесене в назву словосполучення «русская тройка».
1 вересня 2014 мешканці села Ладинка на Чернігівщині із ганьбою вигнали Михайла Чечетова, який прибув у сільську школу на лінійку.

## Смерть
За попередньою версією, 28 лютого 2015 року Чечетов викинувся з вікна власної квартири по вулиці Олександра Мішуги, 2 у Києві з 17 поверху. Зі слів дружини та інших осіб, що бачили його напередодні, він перебував у глибокій депресії, після початку кримінального провадження за підозрою у зловживанні службовим становищем під час «ручного» голосування 16 січня 2014 року. У своїй передсмертній записці написав:
«Немає жодних моральних сил жити далі. Я відходжу. Гадаю, так буде краще для всіх. Вельми вдячний усім за підтримку. Вибачте та правильно мене зрозумійте. М. Чечетов».